# William George Horner
William George Horner (Bristol, 1786 - Bath, 1837) foi um matemático inglês.
Ficou conhecido por ter desenvolvido o esquema de Horner para a solução de equações algébricas, apresentado a 1 de Julho de 1819 à Royal Society e publicado no mesmo ano no "Philosophical Transactions of the Royal Society".
No entanto, Horner não terá sido o primeiro a desenvolver este método, conhecido já há 500 anos pelo matemático chinês Zhu Shijie (1270-1330).